# Stover
Stover – miasto w Stanach Zjednoczonych, w stanie Missouri, w hrabstwie Morgan.